# 重慶市江津中學校
29°33′50″N 106°27′29″E / 29.56389°N 106.45806°E
重庆市江津中学校位于长江之滨，鼎山之麓，是重庆市首批重点中学。学校创建于清光绪三十二年（1906年）；1953年下期，四川省政府、省教厅确定学校为省重点中学；1997年重庆直辖，学校更名为重庆市江津中学校；1999年学校被确定为重庆市首批重点中学；1998开始重庆市示范性高中建设，2003年通过重庆市示范性高中验收。 截至2012年，该校占地面积14.63万平方米，建筑面积9.78万平方米；有教职工440人；开办有106个教学班（其中高中70个班），学生7200余人。
江津中學位於重慶市江津区大西門，文物遺址年代為1906年，1992年3月19日列為重慶市第二批市級文物保護單位。2000年9月7日列為第一批重慶市文物保護單位。

## 办学历史

### 满清时期
学校创建于清光绪三十二年（1906年），共招初中3届，高小5届，速成师范1班，课程融西学、重体艺；江津知县蔡承云率先捐廉银三百两，筹集白银二万余两兴学，同年8月，立案批准办中学堂，定名“官立江津中学堂”。
宣统元年（1909年），学校有教师9人。
宣统二年（1910年），四川省提学使司改校名为“江津县立中学堂”，颁校印一枚，4月22日启用，校庆日据此确定。

### 民国时期
民国14年秋（1925年），学校改行新学制，即“六三三”制。
民国27年（1938年），学校师生为避空袭，举校迁江津油溪，1945年迁回。
民国30年（1941年），学校开办高中，学制三年。
民国31年（1942年），校名为江津县立中学。

### 建国后
1949年11月28日，江津解放，人民政府接管江津中学。
1953年，增辟校址于县城西官山坡，占地10.57万平方米（称新区为分部，原址为本部），校地总面积达13.97万平方米，系当时四川省占地面积特大的中学之一。
1953年3月，四川省政府将学校更名为四川省江津第一中学校。
1953年下期，省教厅确定江津一中为省重点中学（全省14所）。
1954年初，重庆市政府拨专款在西城外鼎山之麓新建教学区（即现南干道816号，原址现为教工生活区）。
1955年，该校部分班级入新址上课。
1960年，四川省政府确定只保留成都四中（今石室中学）、江津一中、重庆三中（今重庆南开中学）3所为省重点中学。
“文革”期间，学校受到严重干扰和破坏。
1980年，学校被再次确定为省重点中学。同年，收回冶炼厂占校舍，建阶梯教室、总务楼，建筑面积995平方米；恢复校本部，建烈士纪念碑、聂帅题词屏。
1984年下期，更名为四川省江津县中学校。
20世纪90年代，国家加大教育投入，拨款500余万元，建成占地5000平方米的第二教学楼，和占地4100平方米的男生宿舍楼；建成食堂、女生公寓，建筑面积4500平方米；建成综合楼和标准游泳池，建筑面积4700平方米、3200平方米。
1997年，重庆直辖，该校更名为重庆市江津中学校。
1998，该校被批准为示范性高中建设单位。
1999年，该校被确定为重庆市首批重点中学。
2000年，学校投入120万元，建芳吉教学楼，建筑面积3780平方米；各班安装多媒体系统、29寸彩电，实现互联网班班通，建成多间语言实验室和微机室、完善校园网络和闭路电视系统。
2002年，筹资800万元，建成2300平方米体育馆、8500平方米学生公寓。
2003年，该校通过重庆市示范性高中验收。

## 教学条件

### 办学规模
截至2012年，学校有本部和分部；占地14.63万平方米，建筑面积9.78万平方米；有106个教学班（其中高中70个班），学生7200余人。 [1] 

### 师资力量
根据2015年10月学校官网显示，该校有教职工420余人，其中研究员2人，特级教师8人，高级教师112人，国家和市级学科带头人、骨干教师36人，江津区骨干教师及学科带头人140余人，研究生及完成研究生课业学习的教师160余人。 [1] 
- 研究员

| 获评时间 | 姓名   | 性别 | 职称     |
| 2008.10  | 田苗   | 女   | 正高     |
| 2010.12  | 张志勇 | 男   | 正高 [1] |

- 省部级荣誉个人

| 姓名   | 称号                 | 颁奖单位       | 获评时间 |
| 蔡昌荣 | 全国教育系统劳动模范 | 教育部、人事部 | 1989．9  |
| 蔡昌荣 | 特级教师             | 四川省人民政府 | 1991．9  |
| 鲁琼瑶 | 重庆市优秀教师       | 重庆市人民政府 | 1989．6  |
| 黄永贵 | 重庆市优秀校长       | 重庆市人民政府 | 1990．6  |
| 徐兆明 | 全国教育系统劳动模范 | 教育部、人事部 | 1993．9  |
| 徐兆明 | 特级教师             | 四川省人民政府 | 1994．9  |
| 石怀湘 | 全国优秀教师         | 教育部、人事部 | 1993．9  |
| 石怀湘 | 重庆市特级教师       | 重庆市人民政府 | 2003．8  |
| 陈述祥 | 全国优秀教育工作者   | 教育部、人事部 | 1998．9  |
| 王德开 | 重庆市特级教师       | 重庆市人民政府 | 1998．9  |
| 吴裕泉 | 重庆市特级教师       | 重庆市人民政府 | 2000．9  |
| 吴泰瑛 | 重庆市先进工作者     | 重庆市人民政府 | 2000．4  |
| 张文琼 | 全国模范教师         | 教育部、人事部 | 2001．9  |
| 石怀湘 | 重庆市特级教师       | 重庆市人民政府 | 2003．8  |
| 况良华 | 重庆市特级教师       | 重庆市人民政府 | 2004．8  |
| 陈光翔 | 全国模范教师         | 教育部、人事部 | 2007．9  |
| 李恩容 | 重庆市先进工作者     | 重庆市人民政府 | 2009．9  |
| 胡智   | 重庆市特级教师       | 重庆市人民政府 | 2009．9  |
| 胡智   | 重庆名师             | 重庆市人民政府 | 2012．9  |
| 龚彤   | 重庆市特级教师       | 重庆市人民政府 | 2012．9  |

### 硬件设施
根据2015年10月学校官网显示，该校校本部是近现代重要史迹及代表性建筑，于1992年3月被确定为重庆市重点文物单位，分部现为学校的主要教学、生活、运动区。教学区有3个教学大楼，其中教室（含实验室）181间；生活区有男生宿舍楼、女生宿舍楼各1栋，1栋学生公寓楼，2个标准学食堂；学校拥有多媒体校园网、闭路电视教学系统、后勤IC管理服务系统；运动区有400米跑道的标准田径运动场、足球场、排球场、乒乓球场、体育馆、标准游泳池、网球场各1个；有国家一类标准的理、化、生实验设备，通用技术教室和数字化探究实验室；有藏书室31间，藏书量达22万余册。 

## 办学成果

### 学生成绩
- 高考成绩

2011年高考，该校参加高考人数1577人，重点本科上线680人；其中应届理科重本上线50%，应届文科重本上线45.9%；600分以上有131人。
2012年高考，该校本科上线率达99.5%。重本上线人数达717人，其中艺体生重点本科线21人，应届毕业生重本上线率达到45.5%。 
2013年高考，该校本科上线率达91.25%。其中重点本科上线852人（其中文考上线812人，空军飞行员6人，体艺34人），重本上线率53.25%。 
2014年高考，该校本科上线人数达1403人；本科上线率连续两年超过90%。其中重点本科上线787人，重点大学上线率连续两年超过50%；夺重庆市江津区文科、理科前10名；600分以上人数达110人。 
2015年高考，该校本科上线人数达1492人，本科上线率连续三年达到90%。其中重点本科上线916人，加艺体等重点本科上线人数共计972人，重点本科上线率高达57%；空军飞行员8人通过定选，4人重本上线。
- 学科竞赛

2014年8月3日-4日，全国“科技 人文 生活”创新作文大赛总决赛在北京大学举行，该校学生杜鋆峰获得一等奖，王洁钰获得二等奖。 
2013年8月，高2015级23班学生邹馨毅获第八届全国中小学生创新作文大赛总决赛二等奖，获高考加分和北大、中国人大等33所高校的自主招生加分。 
- 艺体竞赛

2014年，根据《关于公布重庆市第八届中小学校园电视评选结果的通知》，该校报送的十项参赛作品均获奖。其中一等奖2项，二等奖1项，三等奖7项；一等奖作品将直接推荐参加第十一届全国校园电视评选活动。
在2013年5月24日至26日举办的江津区“体彩杯”中小学篮球赛中，该校篮球队获冠军。 
2012年11月，在重庆市教委组织的“快乐阳光”重庆市第七届中小学生才艺大赛中，该校学生白洋获获高中组艺术表演类个人项目比赛器乐类一等奖。

### 教师成绩
- 教师荣誉

2013年12月12日—16日，在全国青少年科学实活动中，该校教师叶平被评为“全国优秀科技教师”。
2013年9月，该校教师张志勇被重庆市教委评为重庆市优秀科技辅导员。
2013年9月，该校教师李琴评为江津区2013年师德标兵。
2013年9月，该校教师周锡文、张远建、杨敏、代模安4人评为江津区2013年优秀教师。
2013年，该校有22位教师被评为江津区（区府办）2013年高中教学先进个人。
2013年11，该校教师张翼获区教育委员会表彰为“江津区青少年科技教育工作先进个人”。 
2014年7月，江津中学校获得重庆市普通高中新课程实验优秀成果6项成果奖，其中二等奖及其以上3项。 
- 论文类

| 时间     | 负责人 | 论文名称                           | 获奖级别 | 颁发单位           |
| 2013.9.3 | 陈永万 | 琵琶行公开课祥案                   | 二等奖   | 重庆教育学会中语会 |
| 2013.9.3 | 陈永万 | 如何提高高中语文课堂的有效性       | 叁等奖   | 重庆教育学会中语会 |
| 2013.9.3 | 陈永万 | 从茶馆看老舍的民族意识             | 叁等奖   | 重庆教育学会中语会 |
| 2013.9.3 | 刁银莹 | 新课改下的多媒体教学               | 叁等奖   | 重庆教育学会中语会 |
| 2013.9.3 | 刁银莹 | 新课改下的多媒体教学               | 叁等奖   | 重庆教育学会中语会 |
| 2013.9.3 | 付强   | 中学语文教师反思能力培养研究       | 二等奖   | 重庆教育学会中语会 |
| 2013.9.3 | 黄倩   | 琵琶行公开课祥案                   | 二等奖   | 重庆教育学会中语会 |
| 2013.9.3 | 黄倩   | 如何提高高中语文课堂的有效性       | 叁等奖   | 重庆教育学会中语会 |
| 2013.9.3 | 黄倩   | 从茶馆看老舍的民族意识             | 叁等奖   | 重庆教育学会中语会 |
| 2013.9.3 | 黄晓梅 | 在题海中激起快乐的浪花             | 二等奖   | 重庆教育学会中语会 |
| 2013.9.3 | 冷春燕 | 提高语文课堂教学有效性的研究       | 一等奖   | 重庆教育学会中语会 |
| 2013.9.3 | 李维敏 | 在新课程下的语文课堂教学形式探究   | 三等奖   | 重庆教育学会中语会 |
| 2013.9.3 | 刘莉   | 浅析语文教师素养研究               | 叁等奖   | 重庆教育学会中语会 |
| 2013.9.3 | 王钢刚 | 探究如何成长为一名语文名师         | 叁等奖   | 重庆教育学会中语会 |
| 2013.9.3 | 王铁钢 | 新课程背景下高中语文教学艺术的探索 | 三等奖   | 重庆教育学会中语会 |
| 2013.9.3 | 王征   | 在题海中激起快乐的浪花             | 二等奖   | 重庆教育学会中语会 |
| 2013.9.3 | 吴之朝 | 浅析语文教学的有效性               | 叁等奖   | 重庆教育学会中语会 |
| 2013.9.3 | 杨磊   | 中学语言语教师教学个性化发展策略   | 叁等奖   | 重庆教育学会中语会 |
| 2013.9.3 | 杨新彬 | 探究如何成长为一名语文名师         | 叁等奖   | 重庆教育学会中语会 |
| 2013.9.3 | 杨新彬 | 新课程背景下高中语文教学艺术的探索 | 三等奖   | 重庆教育学会中语会 |
| 2013.9.3 | 杨新彬 | 关于高中语文课堂合作学习的探讨     | 一等奖   | 重庆教育学会中语会 |
| 2013.9.3 | 杨新彬 | 探讨新课标下的高中语文作文教学     | 二等奖   | 重庆教育学会中语会 |
| 2013.9.3 | 杨雪   | 作文教学有效性思考                 | 一等奖   | 重庆教育学会中语会 |
| 2013.9.3 | 杨雪   | 新课程下在语文教学中渗透科学精神   | 二等奖   | 重庆教育学会中语会 |
| 2013.9.3 | 余迟   | 提高语文课堂教学有效性的研究       | 一等奖   | 重庆教育学会中语会 |
| 2013.9.3 | 钟燕   | 巧设提问，提高课堂效率             | 二等奖   | 重庆教育学会中语会 |
| 2013.9.3 | 周润   | S—O—R心理模式与中学语文诗歌教学    | 叁等奖   | 重庆教育学会中语会 |

- 课题类

| 时间   | 负责人 | 课题名称                           | 立项单位                 |
| 2013.9 | 王真海 | 中学生物教学资源开发开放的途径研究 | 重庆市教育科学规划办公室 |

（备注：以上为部分教师成绩）

### 学校获奖
根据2015年10月学校官网显示，该校先后获全国教育系统先进集体、中华名校、全国绿色学校、教育部体育
工作优秀学校、全国百所德育科研名校、全国艺术教育杰出贡献集体、全国百所德育示范校、教育部首批教育信息化试点学校、全国中小学图书馆先进集体、全国后勤管理先进单位、全国先进食堂、空军招飞工作先进学校，重庆市文明学校、重庆市文明单位、重庆市德育工作先进集体、重庆市民主管理示范学校、重庆市礼仪示范学校、重庆市首批中小学校园文化建设示范校、重庆市著名特色学校、重庆教育增量贡献学校等国家级、省市级称号150余项。 

## 文化传统

### 校徽
重庆市江津中学校徽由吴芳吉亲自设计，
校徽
他在担任校长期间，重视体育发展。设计校徽图案为： “一笔、一琴、一球”。并作有诗解释之： “当中图样意难搜，一笔、一琴与一球，红、蓝、白色最明眸，德、智、体育期三优。”要求学生在德、智、体三方面同步发展，作一个有高尚情操、丰富知识和健康身体的有用人才。 

### 校训
勤、诚、恒
1928年，施俊杰任江津中学校长、颁“勤、诚、恒”三字为校训，劝勉诸生“修学以勤、立身以诚，而以恒继之”。促进良好校风的形成。 

### 文化活动
学校推进素质教育，定期举办艺术节、运动会、夏令营、科技活动周等形式多样的兴趣活动。1997年至2015年，学校开展“学聂荣臻事迹、走聂荣臻道路、创聂荣臻业绩、做聂荣臻传人”的“五地六校东风行动”。团中央颁发的“聂荣臻班”、“白求恩中队”届届相传。学校还开展了与日本都城市学校、英国伦敦伊斯林顿传媒学校之间的互访交流活动。 

## 部分知名校友
| 姓名   | 备注                                     |
| 张大千 | 国画大师                                 |
| 聂荣臻 | 中华人民共和国著名革命家、政治家、军事家 |
| 李先闻 | 中央研究院院士                           |
| 李初梨 | 中联部原副部长                           |
| 杨西孟 | 对外贸易部国际贸易研究所副所长           |
| 罗志如 | 重庆大学教授                             |
| 周泽昭 | 中科院院士                               |
| 樊弘   | 著名经济学家                             |
| 陈文贵 | 中科院院士                               |
| 曹钟梁 | 华西医科大学校长                         |
| 黄宇齐 | 国家水电部原部长                         |
| 王利器 | 国学大师                                 |
| 廖伯瑜 | 昆明理工大学校长                         |
| 陈祖贵 | 国务院政府特殊津贴获得者                 |
| 周世昌 | 中国军事科学院研究员、少将               |
| 邱玉辉 | 西南大学校长                             |
| 辜文兴 | 政协副主席、统战部长                     |
| 郑洪   | 重庆市人大常委会副主任                   |
| 曹泽翰 | 重庆大学计算机学院院长                   |
| 陈显勇 | 江西理工大学机电工程研究所所长           |

## 学校领导

### 历任领导
| 姓名   | 性别 | 任职时间       | 职务               |
| 杨仕钦 | 男   | 1906-1908.8    | 监督               |
| 程农初 | 男   | 1908.9-1911    | 监督               |
| 聂云龙 | 男   | 1912-1913      | 校长               |
| 曹玉珊 | 男   | 1914-1915.6    | 校长               |
| 吴步蟾 | 男   | 1915.7-1916    | 校长               |
| 邓褵仙 | 男   | 1917-1920.6    | 校长               |
| 曹玉珊 | 男   | 1920.7-1923.12 | 校长               |
| 唐承本 | 男   | 1924.1-1924.6  | 校长               |
| 马孟强 | 男   | 1924.7-1925.3  | 校长               |
| 陈光鲁 | 男   | 1925.4-1925.8  | 校长               |
| 刘昆辉 | 男   | 1925.9-1926.6  | 校长               |
| 陈光鲁 | 男   | 1926.7-1926.12 | 校长               |
| 邓褵仙 | 男   | 1927.1-1927.7  | 校长               |
| 冉君谷 | 男   | 1927.8-1927.12 | 校长               |
| 施俊杰 | 男   | 1928.1-1928.8  | 校长               |
| 杨季达 | 男   | 1928.9-1928.12 | 校长               |
| 龚万材 | 男   | 1929.1-1929.12 | 校长               |
| 李昌仁 | 男   | 1930.1-1930.12 | 校长               |
| 杨学渊 | 男   | 1931.1-1931.7  | 校长               |
| 吴芳吉 | 男   | 1931.8-1932.5  | 校长               |
| 李可清 | 男   | 1932.6-1932.8  | 校长（代）         |
| 刘季刚 | 男   | 1932.9-1932.12 | 校长               |
| 曹玉珊 | 男   | 1933.1-1933.12 | 校长               |
| 聂云龙 | 男   | 1934.1-1934.12 | 校长               |
| 龚灿滨 | 男   | 1935.1-1935.7  | 校长               |
| 傅成琼 | 男   | 1935.8-1938.12 | 校长               |
| 唐砺儒 | 男   | 1939.1-1939.8  | 校长               |
| 朱孝鸿 | 男   | 1939.9-1944.1  | 校长               |
| 施民瞻 | 男   | 1944.2-1946.1  | 校长               |
| 李式中 | 男   | 1946.2-1948.8  | 校长               |
| 杨学渊 | 男   | 1948.9-1949.11 | 校长               |
| 朱近之 | 男   | 1950-1953      | 校长               |
| 刁光明 | 男   | 1954-1956      | 校长               |
| 熊秉衡 | 男   | 1956-1977      | 校长               |
| 刁光明 | 男   | 1978-1983      | 校长               |
| 韩锦光 | 男   | 1983.8-1986.7  | 书记（主持工作）   |
| 李云芳 | 女   | 1984-1986.7    | 副校长（主持工作） |
| 刘金华 | 男   | 1986.8-1988.8  | 校长               |
| 黄永贵 | 男   | 1988.9-1998.3  | 校长               |
| 石怀湘 | 男   | 1998.3-2009.8  | 校长               |
| 龚彤   | 男   | 2009.8-        | 校长               |

### 现任领导
龚彤：校长
石怀湘：党委书记
徐宁：副校长副书记
张志勇：副校长
蒋彬：副校长
何祥国：副校长  